# California State Route 255
De California State Route 255, afgekort CA 255 of SR 255 en ook Highway 255 genoemd, is een korte state highway in de Amerikaanse staat Californië. De weg is een alternatief voor de U.S. Route 101 tussen de Noord-Californische stadjes Eureka en Arcata. 
State Route 255 loopt over de drie bruggen over de Humboldt Bay en over Indian Island en de Woodley-eilanden. De drie bruggen die de baai oversteken worden collectief Samoa Bridge genoemd. Highway 255 verbindt de gemeenschappen van Samoa, Fairhaven en Manila met het regionale centrum Eureka op het vasteland. Voor de voltooiing van de bruggen in 1971 was het schiereiland Samoa enkel per boot of veerboot bereikbaar, of via de traditionele route die langs de hele noordelijke baai loopt. Nu is Eureka rechtstreeks verbonden met de industriegebieden in Samoa. De veerdiensten werden bijgevolg overbodig; er blijft echter nog één veerboot actief in de baai.